# JAG1
JAG1, también conocido como CD339 (cúmulo de diferenciación 339).
es un gen localizado en el brazo corto del cromosoma 20, en humanos. Codifica para una proteína homómina de 1.218 aminoácidos y 133,8 kDa. El gen comienza a expresarse entre las primeras 32-42 semanas del desarrollo embrionario. Defectos en este gen se relacionan con el síndrome de Alagille.